# Leukopterin
Leukopterin ist eine chemische Verbindung aus der Gruppe der Pteridine.

## Vorkommen
Leukopterin kommt in den weißen Flügeln einer Schmetterlingsart vor.

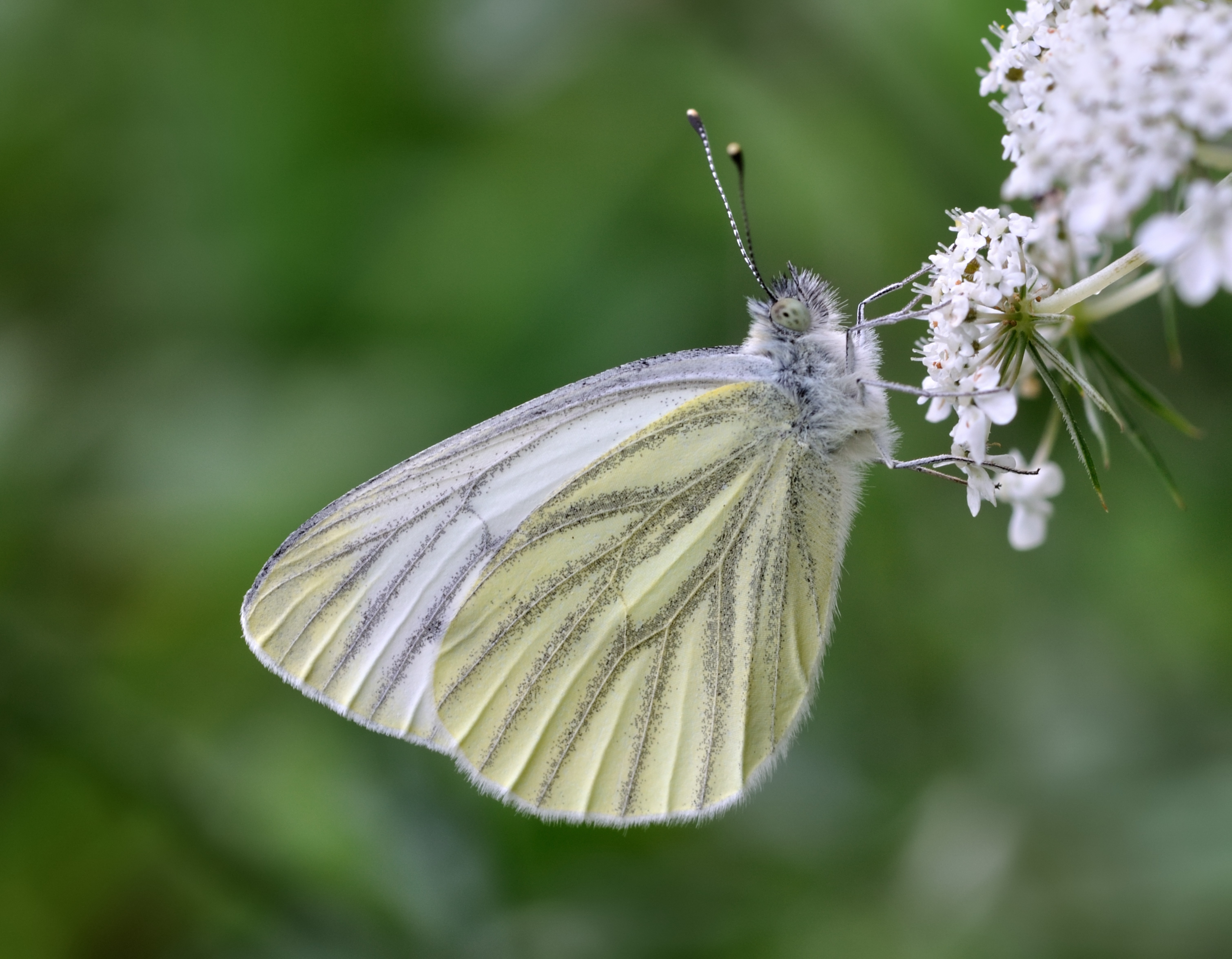
Aus 215 000 Images des Rapsweißlings (Pieris napi L.) – in drei Sommern von Schulkindern unter Anleitung ihrer Lehrer gesammelt – konnten 39 g Leukopterin isoliert werden.

Aus den Flügeln von Weißlingen der Arten Pieris brassicae und Pieris napi wurde 1926 von Clemens Schöpf und Heinrich Otto Wieland der Naturstoff Leukopterin isoliert. Dieses Flügelpigment wurde „Leukopterin“ genannt (von griechisch leukos, ‚weiß‘ und pteron, ‚Flügel‘).  Die weiße Farbe der Schmetterlingsflügel rührt jedoch nicht vom Farbstoff her, sondern von der „Reflexion des Lichtes auf den Schuppen, in denen Luft eingeschlossen ist“.

## Synthese
Zum Beweis der Struktur synthetisierte Robert Purrmann 1940 die Verbindung, indem er 2,4,5-Triamino-1,6-dihydropyrimidin-6-on (2,4,5-Triamino-6-hydroxypyrimidin) mit einem Überschuss von Oxalsäure unter Erhitzen verschmolz.

## Eigenschaften
Wie Pterin hat auch Leukopterin die Möglichkeit der Keto-Enol-Tautomerie, hier besser Lactam-Lactim-Tautomerie: 2-Amino-5,8-dihydro-4,6,7(1H)-pteridintrion versus 2-Amino-4,6,7-pteridintriol. Weitere Tautomere sind denkbar. Der Vergleich des UV-Spektrums in Lösung mit denen anderer substituierter Pteridine deutet darauf hin, dass die in der Infobox gezeigte Lactamstruktur vorliegt.
Leukopterin ist eine schwache Säure und löst sich daher in Alkalien, z. B. Sodalösung oder verdünnter Natronlauge. Auf Zugabe von 2n-Salzsäure fällt der farblose Feststoff wieder aus, was Schöpf und Purrmann zur Reinigung der Substanz nutzten. Die Acidität ist am höchsten für die N(8)-H-Gruppe, gefolgt von N(3)-H und am Ende N(5)-H.
Von der Verbindung wurden Natrium-, Barium- und Ammoniumsalze hergestellt.
Leukopterin bildet fast farblose Kristalle, die 0,5 Moläquivalente Kristallwasser enthalten (Hemihydrat).

## Biosynthese
Eine radiochemische Studie an Raupen und Puppen des Kohlweißlings (Pieris brassicae L.) mit 14C-markierten Substanzen kam zu dem Schluss, dass Leukopterin im Schmetterling aus dem Purin-Derivat Guanin bzw. Guanosin hervorgeht, wobei wahrscheinlich Xanthopterin der unmittelbare Vorläufer ist. Die Oxo-Gruppe an C-8 kann durch das Enzym Xanthin-Oxidase eingeführt werden.